# Obituary
Az Obituary egy amerikai death metal zenekar, mely 1985-ben alakult. A 90-es évek elején a műfaj egyik legnépszerűbb zenekarává váltak. 1997-ben feloszlottak, de 2003 óta ismét aktív a zenekar.

## 1985-1997
Xecutiner néven alakultak 1985-ben, Floridában. Első életjelük egy 1987-es válogatáslemezen hallható (Raging Death), melyen olyan zenekarokkal szerepeltek együtt, mint a Sadus, vagy az Atheist. A John Tardy által a világ legkeményebb zenekaraként szétkürtölt formáció 1989-ben jelentette meg első lemezét a klasszikus Slowly We Rotot. Az 1990-es Cause of Death lemezen már James Murphy (Obituary, Death, Cancer,) gitározott Trevor Peres mellett. Az első két lemez érdekessége ( a másodikra feltett Celtic Frost feldolgozást leszámítva), hogy nincsenek rajtuk dalszövegek. Tardy improvizatív jelleggel elhörgött sorai azt a célt követték, hogy mondanivalójuk miatt ne kerülhessenek valamilyen sűrűn használatos halmazba ( nihilista, sátánista stb.), és csak a zenére lehessen koncentrálni. A harmadik lemezen ( The End Complete) visszatért Allen West. A következő három lemezen már Frank Watkins kezelte a basszusgitárt. A 90-es évek második felére a death metal sokat veszített népszerűségéből, így az Obituary is feloszlatta magát.

## 2003-tól napjainkig
2003-ban újjáalakult a zenekar az alábbi felállással: Tardy, West, Peres, Watkins és Donald Tardy. A Frozen in Time 2005-ben jelent meg. A turné után azonban Allen West gitáros összetűzésbe került a hatóságokkal ittas vezetés miatt. Így a 2007-es Xecutioner's Return lemezen már Ralph Santolla gitározik. Santolla a turnékon is részt vesz, de a 2009-es Darkest Day lemezen is az ő játéka hallható.

## Stílus
Az Obituary groove központú death metalja a 90-es évek elején nemcsak a műfaj híveihez került közel. Az első olyan death metal zenekarok közé tartoztak, akiknek zenéje a szélesebb közönség számára is vonzó volt. Egyszerű riffjeiken erősen érződik a Celtic Frost hatása, de a doom metal vontatottsága is. Allen West antitechnikás szólói nagyrészt a tremolókar rángatásából állnak. Ralp Santolla személyében azonban már az utolsó két lemezt a kidolgozott, technikás gitárszólók jellemzik. John Tardy a műfaj egyik legegyénibb hangú énekese aki "fuldokló" orgánumával énekesek ezreire volt hatással.

## Diszkográfia
Stúdió albumok:
- Slowly We Rot (1989)
- Cause of Death (1990)
- The End Complete (1992)
- World Demise (1994)
- Back from the Dead (1997)
- Frozen in Time (2005)
- Xecutioner's Return (2007)
- Darkest Day (2009)
- Inked in Blood (2014)
- Obituary (2017)
- Dying of Everything (2023)

Koncertlemezek
- Dead (1998)

Válogatáslemezek
- Anthology (2001)
- The Best of Obituary (2008)

EP-k
- Don't Care (1994)
- Left to Die (2008)

Video
- Frozen Alive (2006)
- Live Xecution in Bad Berka 2008 (2009)